# Mount Tyndall
Mount Tyndall – wybitny szczyt w USA, w środkowej części stanu Kalifornia, położony około 25 km na północny zachód od miasta Lone Pine, na granicy hrabstw Inyo i Tulare w Sequoia National Park. Mount Tyndall jest jednym z najwyższych szczytów w górach Sierra Nevada i leży w odległości około 8 km na północ od najwyższego Mount Whitney. Obecną nazwę szczytowi nadano na cześć irlandzkiego profesora geografii, glacjologa, autora książek o topografii gór, alpinisty Johna Tyndalla.